# Charles Audran
Pour les articles homonymes, voir famille Audran et Audran.
Charles Audran, né en 1594 à Paris où il meurt en 1674, est un graveur français de la célèbre famille Audran.

## Biographie
Premier de la famille Audran qui devint le plus éminent en matière de gravure.
Durant son enfance, il prouve qu'il a de belles dispositions pour exercer dans l'art et reçoit certaines instructions concernant le dessin. Il se rend à Rome pour se perfectionner et y produit des plaques admirées. Il adopte ce genre de gravure entièrement faite à l'aide du burin, genre qui semble avoir été imité sur les travaux de Cornelius Bloemaert. À son retour en France, il  vit quelque temps à Lyon, mais finit par s'installer à Paris, où il meurt en 1674, alors âgé de 80 ans.
Il a marqué ses œuvres par un "C-" durant la majeure partie de sa vie. Son frère Claude, qui a aussi gravé quelques plaques, les marqua de la même lettre, puis opta pour le "K.", initiale de Karl.

## Œuvre
Audran a gravé une grande quantité de tableaux de Titien, L'Albane, Sacchi ou Lesueur.